# Adrien Guignet
Jean-Adrien Guignet (Annecy, 21 gennaio 1816 – Parigi, 19 maggio 1854) è stato un pittore francese.

## Biografia
Adrien Guignet è cresciuto nella città di Autun, che ha ispirato alcuni paesaggi e monumenti (inclusi i siti archeologici della zona) molto presenti nelle opere del pittore. Fu grande amico di Hippolyte Michaud. È stato un pittore di scene orientali molto popolare nel suo tempo: è ricordato per le scene egiziane, come Cambise e Psammenito (esposto al Museo del Louvre), o Giuseppe spiega i sogni del Faraone (esposto al Musée des beaux-arts de Rouen); in tutte le sue opere compare sempre una passione per i paesaggi esotici e misteriosi.

## Opere

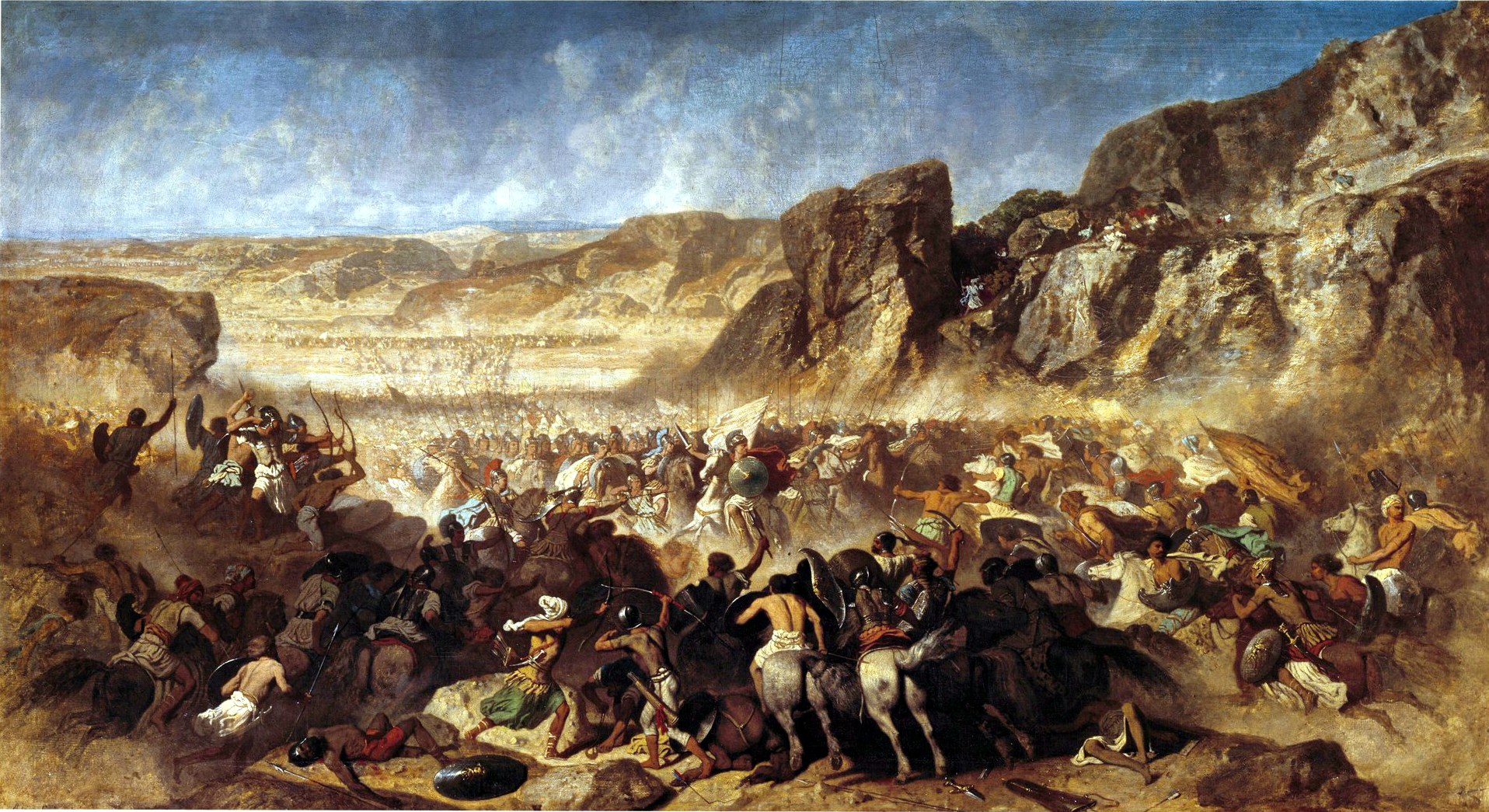
I Diecimila durante la battaglia di Cunassa, Louvre
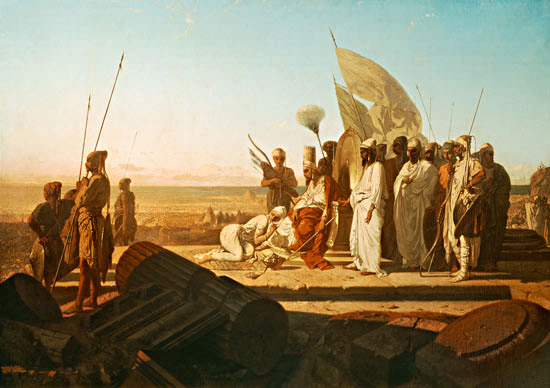
Serse sull'Ellesponto
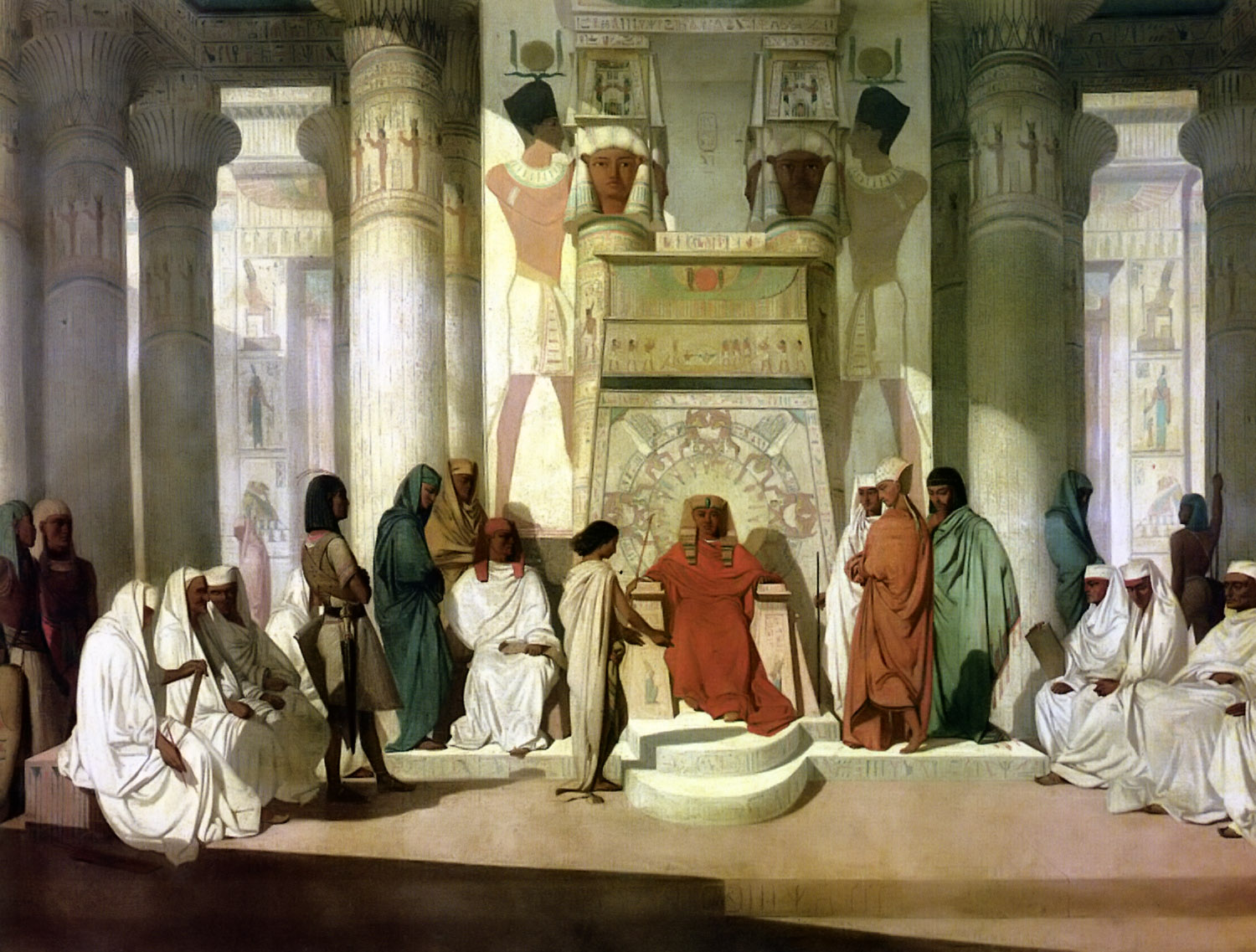
Giuseppe spiega i sogni del Faraone, Musée des beaux-arts de Rouen